# Migration internationale
La migration internationale se produit lorsque des personnes traversent les frontières d'un État et restent dans l'État d'accueil pendant une durée minimale. La migration se produit pour de nombreuses raisons. De nombreuses personnes quittent leur pays d'origine pour chercher des opportunités économiques dans un autre pays. D'autres migrent pour être avec des membres de leur famille qui ont émigré ou à cause des conditions politiques dans leur pays. L'éducation est une autre raison de la migration internationale, car les étudiants poursuivent leurs études à l'étranger, bien que cette migration soit souvent temporaire, avec un retour au pays d'origine une fois les études terminées. D'autres raisons peuvent aussi comprendre la fuite vis-à-vis de situations de guerres.

## Catégories de migrants
Bien qu'il existe plusieurs systèmes potentiels différents pour catégoriser les migrants internationaux, un système les organise en neuf groupes :
- les travailleurs migrants temporaires ;
- les migrants irréguliers, illégaux ou sans papiers ;
- les migrants hautement qualifiés et d'affaires ;
- les réfugiés ;
- les demandeurs d'asile ;
- la migration forcée;
- les migrants qui veulent rejoindre les membres de la famille;
- les migrants de retour;
- les migrants de longue durée peu qualifiés.

Ces migrants peuvent également être divisés en deux grands groupes, permanents et temporaires. Les migrants permanents ont l'intention d'établir leur résidence permanente dans un nouveau pays et éventuellement d'obtenir la citoyenneté de ce pays. Les migrants temporaires n'ont l'intention de rester que pour une durée limitée, peut-être jusqu'à la fin d'un programme d'études particulier ou pour la durée de leur contrat de travail ou d'une certaine saison de travail. Les deux types de migrants ont un effet significatif sur les économies et les sociétés du pays de destination choisi et du pays d'origine.

### Pays d'accueil des migrants
De même, les pays qui accueillent ces migrants sont souvent regroupés en quatre catégories : les pays d'installation traditionnels, les pays européens qui ont favorisé la migration de travail après la Seconde Guerre mondiale, les pays européens qui reçoivent une part importante de leurs populations immigrées de leurs anciennes colonies, et les pays qui étaient des points d'émigration mais sont récemment devenus des destinations d'immigrants. Ces pays sont regroupés selon une dichotomie, pays d'origine ou pays d'accueil, qui ont des problèmes de gouvernance distincts. Mais cette dichotomie est artificielle, et elle masque les problèmes, par exemple, lorsqu'un pays émetteur net de migrants est également un «récepteur» de migrants.

## Statistiques
Il est estimé qu'en moyenne « au moins 50% de la population mondiale vivrait dans un pays étranger » si les restrictions à l'immigration devaient être abolies.